# Miriam Oldenburg
Miriam Oldenburg, född 13 januari 1965, är en svensk dragspelare och pianist. Hon verkar som frilansande musiker, främst inom klezmer, folk- och världsmusik samt kabaré. Hon har även medverkat i berättarföreställningar samt som teatermusiker i ett tjugotal uppsättningar, bland annat på Stockholms Stadsteater, Scenkonst Sörmland och Radioteatern i Sveriges Radio. Under 2012 turnerade Oldenburg med den kanadensiska nycircusensemblen Cirque du Soleil  i föreställningen Corteo . 
Utöver hennes fasta ensembler Stahlhammer Klezmer Classic, Lindy & Bon Bon Band, Klez is More, Trio MozkovitZ, Parizad och Glädjeflickorna har hon samarbetat med vitt skilda artister såsom Maya de Vesque och Chesty Morgan, Anne Kalmering, Kjell Fageus, Hai & Topsy, Mats Rehnman, Sofia Berg-Böhm och operatrion Divine.
Miriam Oldenburg var 2006–2009 ordförande i Svenska klezmerföreningen. 

## Diskografi
- Anne Kalmering & Stahlhammer Klezmer Classic: Vayter (Kakafon Records), 2019
- Galento: Big Sea Symphony & Other Locations (Dreamboat Music), 2019
- Stahlhammer Klezmer Classic: In Memor, (Cugate Classics), 2018
- Nina Åkerblom Nielsen: Some Solitary Wander (Pehja Production), 2018
- In The Labyrinth: Samas Antaral (Transubstans Records), 2018
- Sikilej, sa kamelen (En bok för alla och RFoD CD), 2009
- Vilda Nätter (Egen produktion CD), 2009
- Ot Azoy! Sånger på jiddish (Gason CD 702), 2001
- In The Labyrinth: Walking On Clouds (Record Heaven CD), 1999